# Muchfig Djafarov (homme politique)
Muchfig Djafarov est un homme politique azerbaïdjanais, membre de VIe législature de l'Assemblée nationale d'Azerbaïdjan.

## Biographie
Muchfig Djafarov  est né le 26 juillet 1981 à Gandja.  En 2004, il est diplômé de l'Université agricole d'État d'Azerbaïdjan.
Il parle anglais et russe.

### Carrière
Il est membre du Comité de la politique agraire, du Comité de la jeunesse et des sports de l'Assemblée nationale. Il est le chef du groupe de travail sur les relations interparlementaires Azerbaïdjan-Colombie, membre des groupes de travail sur les relations avec les parlements des États-Unis, de l'Inde, de l'Italie, de la Corée, de l'Ouzbékistan, de la Roumanie et de l'Ukraine.
Il est membre de la délégation azerbaïdjanaise à l'Assemblée parlementaire Euronest.

### Famille
Muchfig Djafarov est marié et a quatre enfants.

## Prix
- Médaille de Taraggui[3]